# شهرستان (سغد)
شهرستان از جماعت‌های تاجیکستان در شمال غربی این کشور است. این شهر در ناحیه شهرستان در بخش مرکزی منطقه سغد واقع شده‌است. جمعیت این جماعت ۲۲۹۰۳ نفر (۲۰۱۵) است. از ۱۲ روستا تشکیل شده‌است که شامل شهرستان (مرکز)، بوستان، چشمه‌سار، فردوسی، استقلال، ترسون‌زاده و وحدت می‌شود.
سایت باستان‌شناسی شهرستان در نزدیکی آن قرار دارد.

## نگارخانه

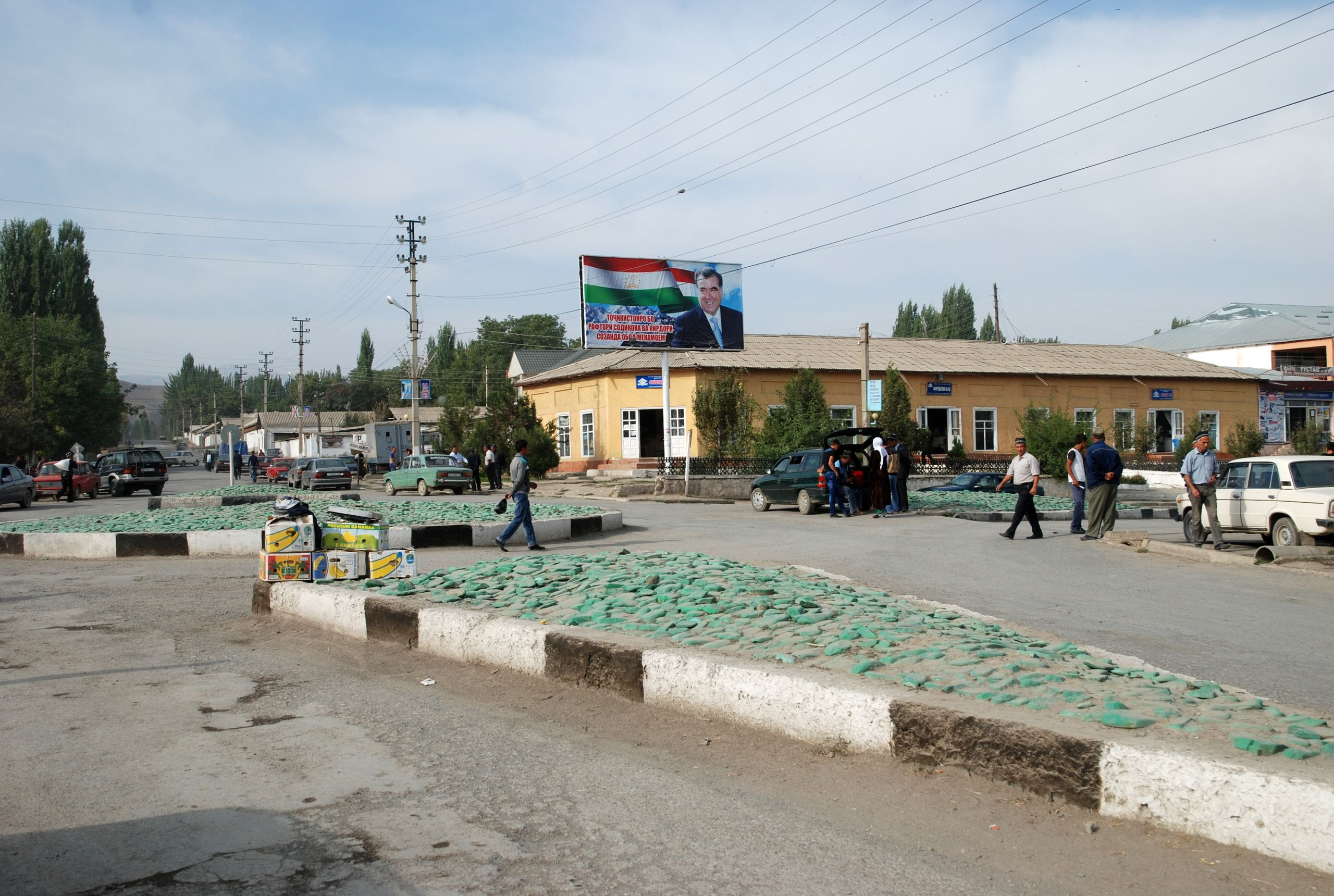
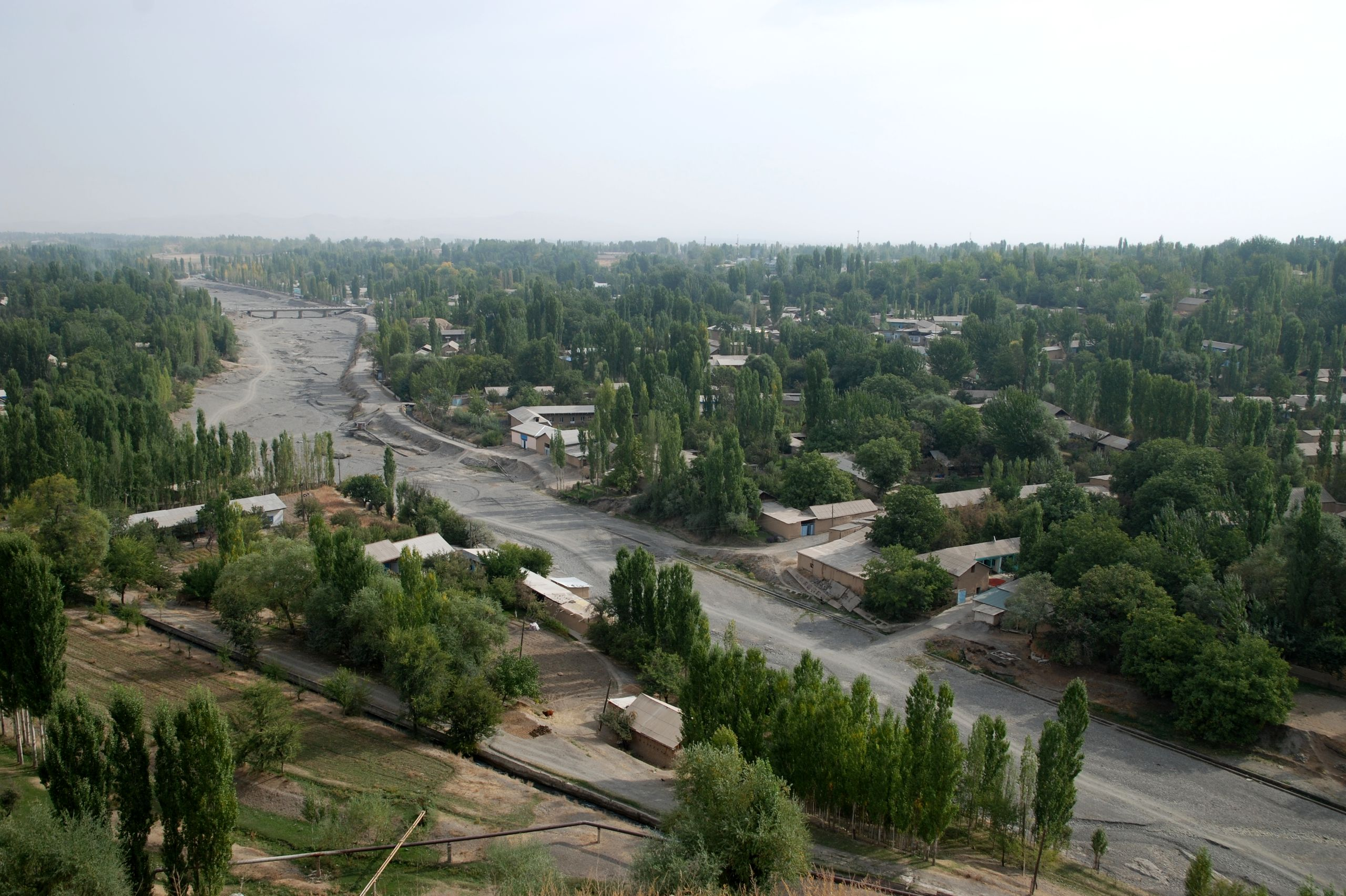
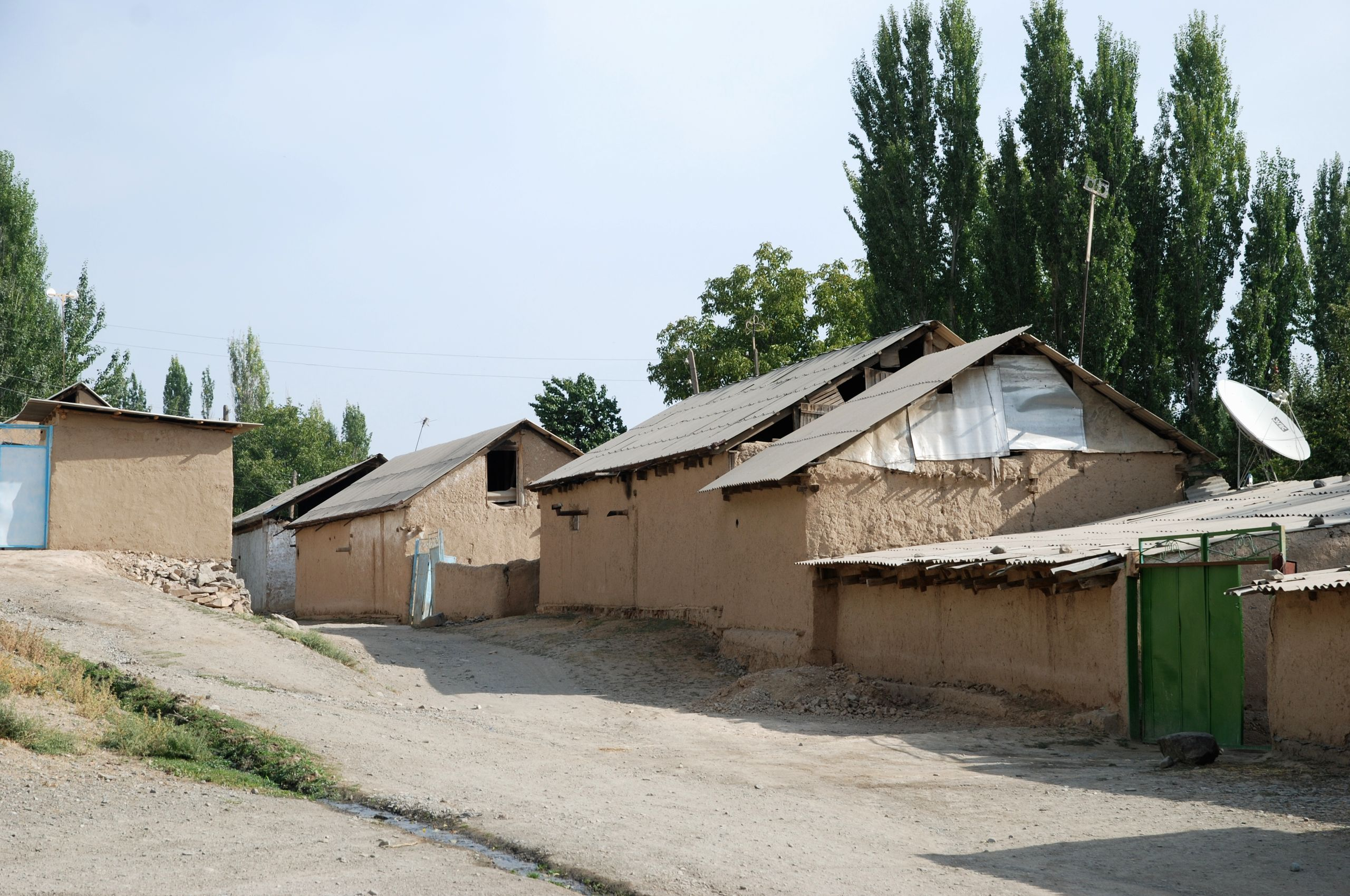